# Фертиригација
Фертиригација или прихрана водотопивим ђубривима је поступак додавања органских или минералних хранива биљкама путем система за наводњавање, па се дјеловање ђубрива повећава у просјеку за 20—30% у поређењу са ђубрењем на уобичајни „суви” начин. При фертиригаци главно је наводњавање. За фертиригацију се употребљавају лако растворљива азотна, фосфорна и калијумова ђубрива, и то у периоду активне вегетације усјева. За правилан раст и развој биљака битно је прецизно дозирање воде и хране. Осим хранива овим начином могу да се дистрибуирају и средства за заштиту биљака. Оно што је неопходно јесте да ђубрива буду отопљена у води. Уређаји који се користе за фертиригацију, направљени су од отпорних материјала тако да не постоји опасност од оштећења приликом коришћења различитих водотопивих ђубрива или средстава за заштиту биља. Примјена прихране водотопивим ђубривима најчешће се примјењује кроз систем „кап по кап”.